# To the Extreme
To the Extreme è il primo album in studio per una major del rapper statunitense Vanilla Ice, pubblicato il 3 settembre 1990.
L'album è stato inizialmente pubblicato nel 1989 dall'etichetta discografica indipendente Ichiban Records con il titolo Hooked. Successivamente Vanilla Ice firmò per la SBK Records, che ristampò l'album sotto il suo titolo attuale. L'album contiene i singoli di maggior successo del rapper: Ice Ice Baby e Play That Funky Music.
To the Extreme trascorse 16 settimane al top delle classifiche ed è attualmente, con 17 milioni di copie, uno degli album hip hop più venduti al mondo.

## Tracce
1. Ice Ice Baby – 4:31
2. Yo Vanilla – 0:04
3. Stop That Train – 4:29
4. Hooked – 4:52
5. Ice Is Workin' It – 4:36
6. Life Is a Fantasy – 4:47
7. Play That Funky Music – 4:22
8. Dancin' – 5:00
9. Go Ill – 5:00
10. It's a Party – 4:39
11. Juice to Get Loose Boy – 0:08
12. Ice Cold – 4:05
13. Rosta Man – 4:36
14. I Love You – 5:06
15. Havin' a Roni – 1:09

## Classifiche
| Classifiche (1990)     | Posizione massima |
| ---------------------- | ----------------- |
| Billboard 200          | 1                 |
| Top R&B/Hip-Hop Albums | 6                 |